# Liste von Opern von Komponistinnen
| Komponistin                               | Titel                                                | Libretto                                                                                        | Entstehungszeit   | UA                          | Aufnahme         | Anmerkungen                                                                                       |
| ----------------------------------------- | ---------------------------------------------------- | ----------------------------------------------------------------------------------------------- | ----------------- | --------------------------- | ---------------- | ------------------------------------------------------------------------------------------------- |
| Mary Anne A’Becket                        | Agnes Sorel                                          | Gilbert Abbott A’Beckett                                                                        |                   | 1835                        |                  |                                                                                                   |
| Mary Anne A’Becket                        | Little Red Riding Hood                               |                                                                                                 |                   | 1842                        |                  |                                                                                                   |
| Maria Teresa Agnesi Pinottini             | Ciro in Armenia                                      | Maria Teresa Agnesi Pinottini, nach Umberto Manferrari und G. Manfredi                          |                   | 1753                        |                  | Fragmente überliefert                                                                             |
| Maria Teresa Agnesi Pinottini             | Il re pastore                                        | Pietro Metastasio                                                                               |                   | vermutlich 1755             |                  |                                                                                                   |
| Maria Teresa Agnesi Pinottini             | Sofonisba                                            | Giuseppe Maria Tomasi                                                                           |                   | 1765                        | ja (Querschnitt) |                                                                                                   |
| Luna Alcalay                              | antigonenmodell                                      | nach Bertolt Brecht und Caspar Neher                                                            | 1958              |                             |                  | Studienoper                                                                                       |
| Elfrida Andrée                            | Fritjofs Saga                                        | Selma Lagerlöf                                                                                  | 1894              | 2019                        | ja               |                                                                                                   |
| Anna Amalia von Braunschweig-Wolfenbüttel | Erwin und Elmire                                     | Johann Wolfgang von Goethe                                                                      |                   | 1875                        |                  |                                                                                                   |
| Orsola Aspri                              | Le avventure di una giornata                         | Michele Puccinelli                                                                              |                   | 1827                        |                  |                                                                                                   |
| Orsola Aspri                              | I pirati                                             |                                                                                                 |                   | 1843                        |                  |                                                                                                   |
| Grażyna Bacewicz                          | Przygoda Króla Artura (The Adventure of King Arthur) | Edward Fiszer                                                                                   |                   | 1959                        | ja               | Funkoper                                                                                          |
| Maria Bach                                | Glaukus                                              | nach Ercole Luigi Morselli                                                                      | 1940er-Jahre      |                             |                  | Fragmente                                                                                         |
| Lotte Backes                              | Ekkehard                                             | unbekannt                                                                                       | 1932              |                             |                  | Noten verbrannt                                                                                   |
| Lotte Backes                              | Uriel Acosta                                         | unbekannt                                                                                       | ca. 1935          |                             |                  | Noten verbrannt                                                                                   |
| Amy Beach                                 | Cabildo                                              | Nan Bagby Stephens                                                                              | 1932              | 1947/1995                   | ja               | Kammeroper                                                                                        |
| Louise Bertin                             | La Esmeralda                                         | Victor Hugo                                                                                     |                   | 1836                        | ja               |                                                                                                   |
| Louise Bertin                             | Fausto                                               | nach Johann Wolfgang von Goethe                                                                 |                   | 1831                        | ja               | Opera semiseria in vier Akten                                                                     |
| Louise Bertin                             | Guy Mannering                                        | Louise Bertin nach Walter Scott                                                                 |                   | 1825                        |                  | Opéra-comique in drei Akten                                                                       |
| Louise Bertin                             | Le Loup-garou („Der Werwolf“)                        | Eugène Scribe und Edouard-Joseph Mazères                                                        |                   | 1827                        |                  | Opéra-comique in einem Akt                                                                        |
| Björk                                     | Vespertine                                           | Basierend auf dem Pop-Album Vespertine                                                          |                   | 2020                        | ja               | Pop-Oper, Musikalische Neufassung: Himmelfahrt Scores (Peter Häublein, Roman Vinuesa, Jan Dvořák) |
| Carla Bley                                | Escalator over the Hill                              | Paul Haines                                                                                     |                   | 1997                        | ja               | Jazzoper                                                                                          |
| Berta Bock                                | Die Pfingstkrone                                     | Anna Schuller                                                                                   |                   | 1927                        |                  | Siebenbürgisch-sächsische Volksoper                                                               |
| Lili Boulanger                            | La princesse Maleine                                 | nach Maurice Maeterlinck                                                                        | ab 1911           |                             |                  | unvollendet                                                                                       |
| Hermine Bovet                             | Loreley                                              | Hermine Bovet                                                                                   | 1929              |                             |                  | Manuskript verschollen                                                                            |
| Dora Bright                               | The Waltz King                                       | Frank Stayton                                                                                   |                   | 1926                        |                  |                                                                                                   |
| Dora Bright                               | Quong Lung’s Shadow                                  | nach Charles William Doyle                                                                      | o.A.              | o.A. (vor 1951)             |                  |                                                                                                   |
| Francesca Caccini                         | La liberazione di Ruggiero dall’isola d’Alcina       | Ferdinando Saracinelli, nach Ludovico Ariosto                                                   |                   | 1625                        | ja (mehrere)     |                                                                                                   |
| Chin Un-suk                               | Alice in Wonderland                                  | David Henry Hwang und Chin Un-suk, nach Lewis Carroll                                           |                   | 2007                        | ja               |                                                                                                   |
| Silvia Colasanti                          | Minotauro                                            | René de Ceccatty und Giorgio Ferrara, nach Friedrich Dürrenmatt                                 |                   | 2018                        | ja (Video)       |                                                                                                   |
| Silvia Colasanti                          | Proserpine                                           | René de Ceccatty und Giorgio Ferrara, nach Mary Shelley                                         |                   | 2019                        | ja (Video)       |                                                                                                   |
| Chaya Czernowin                           | Heart Chamber                                        | Chaya Czernowin                                                                                 | 2017–2019         | 2019                        |                  | Oper in vier Akten und acht Close-ups                                                             |
| Chaya Czernowin                           | Infinite Now                                         | Luk Perceval und Chaya Czernowin, nach Erich Maria Remarque                                     |                   | 2017                        | ja (Video)       | Oper in sechs Akten                                                                               |
| Chaya Czernowin                           | Pnima … ins Innere                                   | David Grossman                                                                                  | 1998–1999         | 2000                        | ja (Video)       | Kammeroper in drei Akten                                                                          |
| Alma Deutscher                            | Cinderella                                           | Alma Deutscher                                                                                  |                   | 2016                        | ja               |                                                                                                   |
| Alma Deutscher                            | Des Kaisers neue Walzer                              | Nina Schneider, Guy Deutscher, Alma Deutscher                                                   |                   | 2023                        |                  |                                                                                                   |
| Alma Deutscher                            | The Sweeper of Dreams                                | Elizabeth Adlington, nach Neil Gaiman                                                           |                   | 2014                        |                  |                                                                                                   |
| Violeta Dinescu                           | Der 35. Mai                                          | Florian Zwipf und Ulrike Wendt nach Erich Kästners Der 35. Mai oder Konrad reitet in die Südsee | 1986              | 1986                        | ja (Video)       | Kinderoper                                                                                        |
| Violeta Dinescu                           | Eréndira                                             | Monika Rothmaier, nach Gabriel García Márquez                                                   |                   | 1992                        | ja (Video)       | Kammeroper in sechs Szenen                                                                        |
| Violeta Dinescu                           | Herzriss                                             | Violeta Dinescu nach Homer, Eugène Ionesco und Gabriel García Márquez                           |                   | 2005                        |                  | Opera in nuce                                                                                     |
| Violeta Dinescu                           | Hunger und Durst                                     | Violeta Dinescu nach Eugène Ionesco                                                             | 1985              | 1986                        |                  | ja (auch Video)                                                                                   |
| Violeta Dinescu                           | Schachnovelle                                        | Violeta Dinescu nach Stefan Zweigs Schachnovelle                                                | 1994              | 1994                        | ja               | Kammeroper in vier Bildern                                                                        |
| Johanna Doderer                           | Falsch verbunden                                     | Daniel Glattauer                                                                                | 2006              | 2007                        |                  | Kurzoper                                                                                          |
| Johanna Doderer                           | Fatima, oder von den mutigen Kindern                 | Rafik Schami und René Zisterer                                                                  | 2013–2015         | 2015                        |                  | Oper für Kinder                                                                                   |
| Johanna Doderer                           | Die Fremde                                           | Johanna Doderer nach Euripides’ Euripides                                                       | 2000–2001         | 2001                        |                  |                                                                                                   |
| Johanna Doderer                           | Der leuchtende Fluss                                 | Wolfgang Hermann                                                                                | 2008–2010         | 2010                        | ja               |                                                                                                   |
| Johanna Doderer                           | Liliom                                               | Josef Ernst Köpplinger nach Ferenc Molnár                                                       | 2013–2016         | 2016                        |                  |                                                                                                   |
| Johanna Doderer                           | Papagenono. Eine Ausflucht                           | Franzobel                                                                                       | 2011              | 2011                        |                  |                                                                                                   |
| Johanna Doderer                           | Schuberts Reise nach Atzenbrugg                      | Peter Turrini                                                                                   | 2020–2021         | 2021                        | ja (Video)       |                                                                                                   |
| Johanna Doderer                           | Strom                                                | Johanna Doderer nach Euripides’ Die Bakchen                                                     | 2002–2006         | 2006                        |                  |                                                                                                   |
| Mademoiselle Duval                        | Les Génies, ou Les caractères de l’Amour             | Fleury de Lyon                                                                                  |                   | 1736                        |                  |                                                                                                   |
| Sivan Eldar                               | Like Flesh                                           | Cordelia Lynn                                                                                   |                   | 2022                        | ja (Video)       | Kammeroper                                                                                        |
| Eleanor Everest Freer                     | The Legend of the Piper                              | Josephine Preston Peabody                                                                       |                   | 1925                        |                  |                                                                                                   |
| Sophie Gail                               | Les deux jaloux                                      | Charles Dufresny und Jean-Baptiste-Charles Vial                                                 |                   | 1813                        |                  | Opéra-comique in einem Akt; 2013 an der Neuburger Kammeroper gespielt                             |
| Sophie Gail                               | Mademoiselle de Launay à la Bastille                 | Auguste Creuzé de Lesser, Pierre Villiers, Jean-François Roger                                  |                   | 1813                        |                  | Comédie historique mêlée d’ariettes in einem Akt                                                  |
| Sophie Gail                               | Angéla, ou L’atelier de Jean Cousin                  | G. Montcloux d’Epinay                                                                           |                   | 1814                        |                  | Opéra-comique in einem Akt; mit François-Adrien Boieldieu                                         |
| Sophie Gail                               | La méprise                                           | Auguste Creuzé de Lesser                                                                        |                   | 1814                        |                  | Opéra-comique in einem Akt                                                                        |
| Sophie Gail                               | La sérénade                                          | Sophie Gay nach Jean-François Regnard                                                           |                   | 1818                        |                  | Opéra-comique in einem Akt; mit Manuel García; 2022 an der Opéra Grand Avignon gespielt           |
| Petronella Göring                         | Die Sonne der Herzen                                 | Josef Gorbach                                                                                   |                   |                             |                  |                                                                                                   |
| Lio Hans                                  | Maria von Magdala                                    | Richard Batka                                                                                   | 1914              | 1919                        |                  |                                                                                                   |
| Lio Hans                                  | Die Stickerin von Treviso                            | Heinrich Regel                                                                                  |                   |                             |                  | unaufgeführt                                                                                      |
| Lio Hans                                  | Legende vom Brunnen der brennenden Herzen            | Beatrice Dovsky                                                                                 | 1919              |                             |                  | unaufgeführt                                                                                      |
| Lio Hans                                  | Die Tänzerin von Schemacha                           | Heinrich Regel                                                                                  | um 1920           |                             |                  | unaufgeführt                                                                                      |
| Jennifer Higdon                           | Cold Mountain                                        | Gene Scheer nach dem Roman Unterwegs nach Cold Mountain von Charles Frazier                     |                   | 2015                        | ja               |                                                                                                   |
| Jennifer Higdon                           | Woman With Eyes Closed                               | Jerre Dye                                                                                       |                   | 2020 (verschoben)           |                  |                                                                                                   |
| Augusta Holmès                            | Astarté                                              |                                                                                                 | 1871              |                             |                  | „Poème musical“ in zwei Bildern                                                                   |
| Augusta Holmès                            | Héro et Leandre                                      |                                                                                                 | 1874/75           |                             |                  | Oper in einem Akt                                                                                 |
| Augusta Holmès                            | Lancelot du lac                                      |                                                                                                 | 1875              |                             |                  | „Drame musical“ in drei Akten                                                                     |
| Augusta Holmès                            | La montagne noire                                    | Augusta Holmès                                                                                  |                   | 1895                        |                  | Oper in vier Akten; wurde 2024 in einer Neuproduktion des Theater Dortmund gezeigt                |
| Frida Kern                                | Die rote Rose                                        | Frida Kern                                                                                      | 1911              |                             |                  |                                                                                                   |
| Julia Kerr                                | Die schöne Lau                                       | Aenne von Below nach Eduard Mörike                                                              |                   | 1928/1929                   |                  | Märchenoper; die erste Oper, die in Deutschland im Rundfunk uraufgeführt wurde                    |
| Julia Kerr                                | Der Chronoplan                                       | Alfred Kerr                                                                                     | 1929 bis ca. 1950 |                             |                  | Oper in 3 Akten, bisher nur im Rundfunk aufgeführt                                                |
| Mathilde Kralik                           | Blume und Weißblume                                  | Richard Kralik, nach dem Volksbuch Flos und Blankenflos                                         |                   | 1910                        |                  |                                                                                                   |
| Mathilde Kralik                           | Unter der Linde                                      | Richard Kralik                                                                                  |                   |                             |                  | unaufgeführt                                                                                      |
| Mathilde Kralik                           | Der heilige Gral                                     | Richard Kralik                                                                                  |                   | 1912                        |                  |                                                                                                   |
| Élisabeth-Claude Jacquet de La Guerre     | Céphale et Procris                                   | Joseph-François Duché de Vancy, nach Ovid                                                       |                   | 1694                        | ja               |                                                                                                   |
| Elena Langer                              | Figaro Gets a Divorce                                | David Pountney, nach Pierre Augustin Caron de Beaumarchais und Ödön von Horváth                 |                   | 2016                        | ja (Video)       |                                                                                                   |
| Elisabeth Lutyens                         | Infidelio                                            | Elisabeth Lutyens                                                                               | 1954              | 1973                        |                  |                                                                                                   |
| Elisabeth Lutyens                         | The Waiting Game                                     | Elisabeth Lutyens                                                                               | 1973              |                             |                  | unaufgeführt                                                                                      |
| Maria Antonia Walpurgis (von Bayern)      | Talestri                                             | Maria Antonia Walpurgis (von Bayern)                                                            |                   | 1760 oder 1763              | ja (mehrere)     |                                                                                                   |
| Missy Mazzoli                             | The Listeners                                        | Royce Vavrek nach Jordan Tannahill                                                              |                   | 2022                        | ja (Video)       |                                                                                                   |
| Brigitta Muntendorf                       | Melencolia                                           | Brigitta Muntendorf und Moritz Lobeck                                                           |                   | 2022                        | ja               |                                                                                                   |
| Thea Musgrave                             | Mary, Queen of Scots                                 | Thea Musgrave, nach Amalia Elguera                                                              |                   | 1977                        | ja               |                                                                                                   |
| Sarah Nemtsov                             | L’absence                                            | Mirko Bonné                                                                                     | 2006–2008         | 2012                        | ja (Video)       | Oper in fünf Akten (mit Prolog und Epilog)                                                        |
| Sarah Nemtsov                             | Alt                                                  | zu Worten von James Joyce                                                                       | 2015              | 2015 unter dem Titel Defekt | ja (Video)       | Taschenoper für Countertenor, Sprecher und verstärktes Ensemble mit Elektronik                    |
| Sarah Nemtsov                             | Herzland                                             | nach dem Briefwechsel Paul Celan – Gisèle Celan-Lestrange                                       | 2005              | 2006                        |                  | Kammeroper in fünf Bildern                                                                        |
| Sarah Nemtsov                             | Ophelia                                              | Mirko Bonné                                                                                     | 2020–2022         | 2023                        | ja               | Oper in 12 Bildern                                                                                |
| Sarah Nemtsov                             | Sacrifice                                            | Dirk Laucke, Auszüge aus Gräben der Freude                                                      | 2016              | 2017                        |                  | Oper in vier Akten                                                                                |
| Sarah Nemtsov                             | Verflucht                                            | zu einem Text von Gerhild Steinbuch                                                             | 2019              | 2019                        | ja (Video)       | Miniaturoper (Monolog für Sopran und Ensemble)                                                    |
| Olga Neuwirth                             | Orlando                                              | Olga Neuwirth und Catherine Filloux, nach Virginia Woolf                                        |                   | 2019                        | ja               |                                                                                                   |
| Maria Theresia (von) Paradis              | Rinaldo und Alcina                                   | Ludwig von Baczko                                                                               |                   | 1797                        |                  | Autograf, Abschriften, Drucke, Stimmen nicht nachweisbar                                          |
| Rachel Portman                            | The Little Prince                                    | Nicholas Wright, nach Antoine de Saint-Exupéry                                                  |                   | 2003                        | ja               |                                                                                                   |
| Shulamit Ran                              | Anne Frank                                           | Charles Kondek nach dem Tagebuch der Anne Frank                                                 |                   | 2023                        | ja (Video)       | Oper in zwei Akten                                                                                |
| Shulamit Ran                              | Between Two Worlds (The Dybbuk)                      | Charles Kondek                                                                                  |                   | 1997                        |                  | Oper in zwei Akten                                                                                |
| Evangelia Rigaki                          | Old Ghosts                                           | Marina Carr                                                                                     |                   | 2023                        | ja (Video)       |                                                                                                   |
| Lucia Ronchetti                           | Les aventures de Pinocchio                           | nach Carlo Collodis Pinocchio                                                                   | 2015              | 2017                        |                  |                                                                                                   |
| Lucia Ronchetti                           | Esame di mezzanotte                                  | Ermanno Cavazzoni                                                                               | 2014              | 2015                        |                  |                                                                                                   |
| Lucia Ronchetti                           | Das fliegende Klassenzimmer                          | Friederike Karig nach Erich Kästner                                                             |                   | 2023                        |                  | Familienoper                                                                                      |
| Lucia Ronchetti                           | Inedia prodigiosa                                    | Guido Barbieri                                                                                  | 2016              | 2016                        |                  |                                                                                                   |
| Lucia Ronchetti                           | Inferno                                              | nach Dante Alighieri                                                                            | 2017–2018         | 2021                        |                  |                                                                                                   |
| Lucia Ronchetti                           | Lezioni di tenebra                                   | nach Giacinto Andrea Cicognini                                                                  | 2010              | 2011                        |                  | Kammeroper; Reduktion von Francesco Cavallis Giasone                                              |
| Lucia Ronchetti                           | Mise en Abyme                                        | Anne Gerber und Lucia Ronchetti                                                                 | 2014              | 2015                        |                  | Kammeroper                                                                                        |
| Lucia Ronchetti                           | Rivale                                               | Lucia Ronchetti nach Torquato Tasso                                                             |                   | 2017                        | ja (Opernfilm)   |                                                                                                   |
| Lucia Ronchetti                           | Sub-Plot                                             | Anne Gerber und Lucia Ronchetti                                                                 | 2013              | 2014                        |                  | Kammeroper                                                                                        |
| Kaija Saariaho                            | Adriana Mater                                        | Amin Maalouf                                                                                    | 2005              | 2006                        | ja (Video)       |                                                                                                   |
| Kaija Saariaho                            | L’amour de loin                                      | Amin Maalouf                                                                                    |                   | 2000                        | ja (mehrere)     |                                                                                                   |
| Kaija Saariaho                            | Émilie                                               | Amin Maalouf                                                                                    | 2008              | 2010                        | ja (Video)       |                                                                                                   |
| Kaija Saariaho                            | Innocence                                            | Sofi Oksanen, Aleksi Barrière                                                                   |                   | 2021                        | ja (Video)       |                                                                                                   |
| Ethel Smyth                               | Entente Cordiale                                     | Ethel Smyth                                                                                     |                   | 1925                        |                  | komische Oper in einem Akt                                                                        |
| Ethel Smyth                               | Fantasio                                             | Henry Brewster, nach Alfred de Musset                                                           |                   | 1898                        |                  |                                                                                                   |
| Ethel Smyth                               | Der Wald                                             | Ethel Smyth                                                                                     |                   | 1902                        |                  |                                                                                                   |
| Ethel Smyth                               | The Wreckers                                         | Henry Brewster                                                                                  |                   | 1906                        | ja               |                                                                                                   |
| Jeanine Tesori                            | The Lion, The Unicorn, and Me                        | J. D. McClatchy, nach dem Kinderbuch von Jeanette Winterson                                     |                   | 2013                        |                  |                                                                                                   |
| Calliope Tsoupaki                         | Mariken in de tuin der lusten                        | Karim Ameur und Serge van Veggel, nach Mariken van Nieumeghen                                   |                   | 2015                        | ja (Video)       |                                                                                                   |
| Judith Weir                               | The Black Spider                                     | Judith Weir, nach Jeremias Gotthelf                                                             |                   | 1985                        |                  | Kinderoper                                                                                        |
| Judith Weir                               | Achterbahn (Miss Fortune)                            | Judith Weir, nach einem sizilianischen Märchen                                                  |                   | 2011                        | ja               |                                                                                                   |
| Judith Weir                               | Blond Eckbert                                        | Judith Weir, nach Ludwig Tieck                                                                  | 1993              | 1994                        |                  |                                                                                                   |
| Wilhelmine von Preußen                    | Argenore                                             | Giovanni Andrea Galletti, nach Wilhelmine von Preußen                                           | um 1740           | 1993                        | ja               |                                                                                                   |